# Kurt Beck (Fotograf)

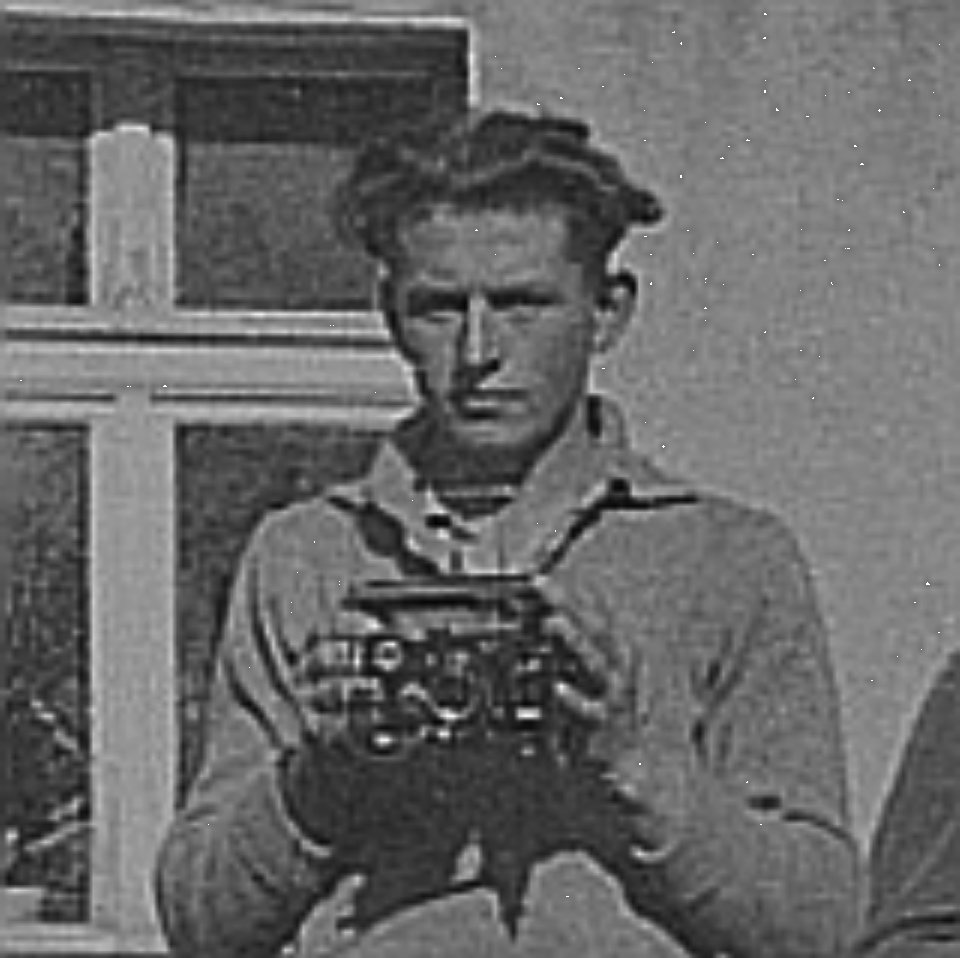
Kurt Beck mit seiner Kamera

Kurt Beck (* 21. Dezember 1909 in Bermsgrün; † 23. April 1983 in Erla) war ein deutscher Arbeiterfotograf, Kommunist und Kommunalpolitiker.

## Leben
Der  im Erzgebirge geborene Werkzeugmacher Kurt Beck war Mitglied einer der aktivsten sächsischen Ortsgruppen der Vereinigung der Arbeiterfotografen Deutschlands (VdAFD). Seit 1923 war Beck aktiv im Kommunistischen Jugendverband Deutschlands (KJVD) und im Bund schaffender Landwirte (Vorsitz: Ernst Putz), einer der KPD nahestehenden Kleinbauernvereinigung. In diesem Milieu entstanden Aufnahmen zur sozialen Lage der Kleinbauern im Erzgebirge und zur politischen Arbeit der KPD auf dem Lande. Zu den bekanntesten Aufnahmen Becks zählen die Fotografien zum Pächterkampf und zum Schulstreik in Bermsgrün, die in der Arbeiter-Illustrierten-Zeitung (AIZ) veröffentlicht wurden.
Seit 1933 war Beck als Kurier für die im Prager Exil erscheinende AIZ aktiv. Als Teil eines Netzwerkes schmuggelte Beck Exemplare der Zeitung und kommunistische Schriften über die deutsch-tschechoslowakische Grenze und organisierte deren Verkauf in der Region. Während einer dieser Fahrten wurde Beck im März 1934 verhaftet und vom Oberlandesgericht Dresden wegen „Vorbereitung zum Hochverrat“ zu mehr als zwei Jahren Haft im Zuchthaus Osterstein in Zwickau verurteilt.
Nach seiner Entlassung absolvierte Beck einen Lehrgang zum Techniker und arbeitete im Waschgerätewerk Schwarzenberg. Die polizeiliche Überwachung erlaubte Beck während dieser Zeit keine fotografische Tätigkeit. Ab Sommer 1942 war Beck als Soldat der Wehrmacht in Russland und später in der Rüstungsindustrie im sudetendeutschen Steinschönau dienstverpflichtet. Nach Ende des Krieges kehrte Beck ins Erzgebirge zurück. Im Auftrag der KPD übernahm er die Gründung der National-Demokratischen-Partei-Deutschlands (NDPD) und war fünf Jahre Bürgermeister der Gemeinde Erla.
In den Nachkriegsjahren dokumentierte Beck als freier Mitarbeiter lokaler Zeitungen fotografisch das politische Leben und die Kollektivierung der Landwirtschaft in der Region.

## Werk
Wegen des Verlustes vieler seiner Negative begann Kurt Beck wohl in den 1970er Jahren damit, Reproduktionen eigener und fremder Fotografien anzufertigen. Als Vorlage nutzte er Aufnahmen aus dem Besitz befreundeter Fotografen und Publikationen, in denen die Fotografien erschienen waren. Im Bestand der Deutschen Fotothek, einer Abteilung der Sächsischen Landesbibliothek – Staats- und Universitätsbibliothek Dresden (SLUB), befinden sich 150 Glasnegative und ca. 1400 Kleinbildnegative Kurt Becks aus der Zeit vor 1945. Darunter auch Reproduktionen von Aufnahmen, deren Originalnegative im Krieg verlorengegangen waren. Diese konnten 2009 im Rahmen eines DFG-Projektes in Kooperation mit dem Institut für Sächsische Geschichte und Volkskunde erschlossen werden. Grundlage hierfür bildeten Aufzeichnungen des Fotografen selbst über Entstehung und Herkunft der Aufnahmen. 